# Nowy Barkoczyn
Nowy Barkoczyn (kasz. Nowi Barkòczin; daw. Barkocinek) – wieś kaszubska w Polsce położona w województwie pomorskim, w powiecie kościerskim, w gminie Nowa Karczma na trasie (zawieszonej obecnie) linii kolejowej Pszczółki-Skarszewy-Kościerzyna. Miejscowość jest położona nad jeziorem Barkocińskim.
W latach 1954–1972 wieś należała i była siedzibą władz gromady Nowy Barkoczyn. W latach 1975–1998 miejscowość administracyjnie należała do województwa gdańskiego.
We wsi była stacja kolejowa Nowy Barkoczyn.

## Nazwy źródłowe miejscowości
Barkocinek, kasz. Nowé Barkòczëno, niem. Neu Barkoschin

## Zabytki
Według rejestru zabytków NID na listę zabytków wpisany jest kościół ewangelicki, obecnie rzymskokatolicki parafialny pw. MB Królowej Polski, 1891-97, nr rej.: A-1185 z 21.04.1998.